# Gumpoldova legenda

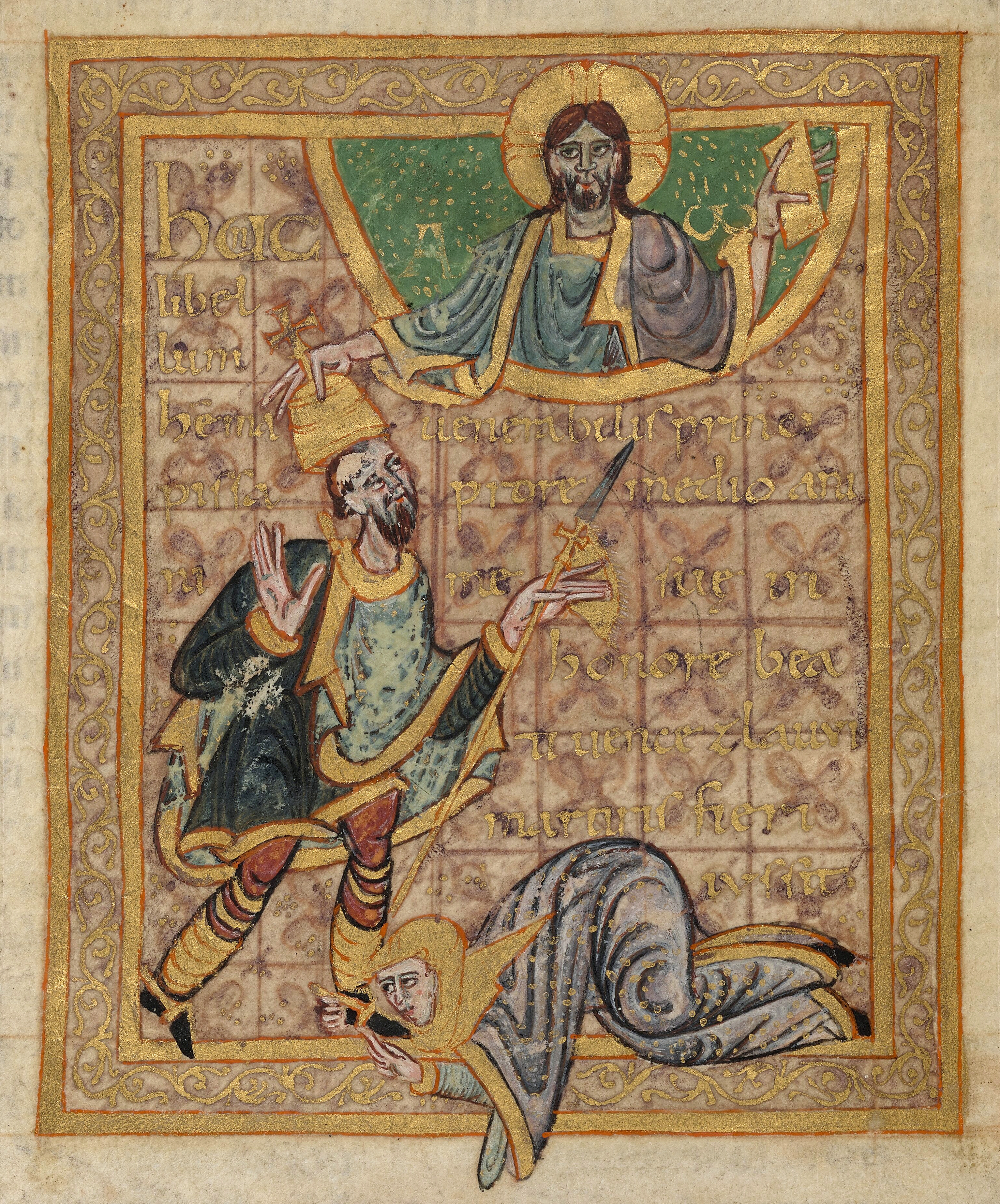
Titulní list Wolfenbüttelského kodexu se zobrazením kněžny Emmy kořící se svatému Václavovi

Gumpoldova legenda je latinsky psaná legenda z poslední třetiny 10. století popisující život a mučednickou smrt knížete svatého Václava. Samotná legenda byla sepsána kolem roku 980 z příkazu císaře Oty II. mantovským biskupem Gumpoldem.
Jeden z nejstarších rukopisů legendy je dochován v otonském iluminovaném tzv. Kodexu Wolfenbüttelském vytvořeném před rokem 1006 na objednávku manželky knížete Boleslava II., kněžny Emmy. V tomto kodexu jsou obsažena nejstarší dochovaná vyobrazení svatého Václava včetně slavné scény jeho zavraždění ve Staré Boleslavi.

## Galerie

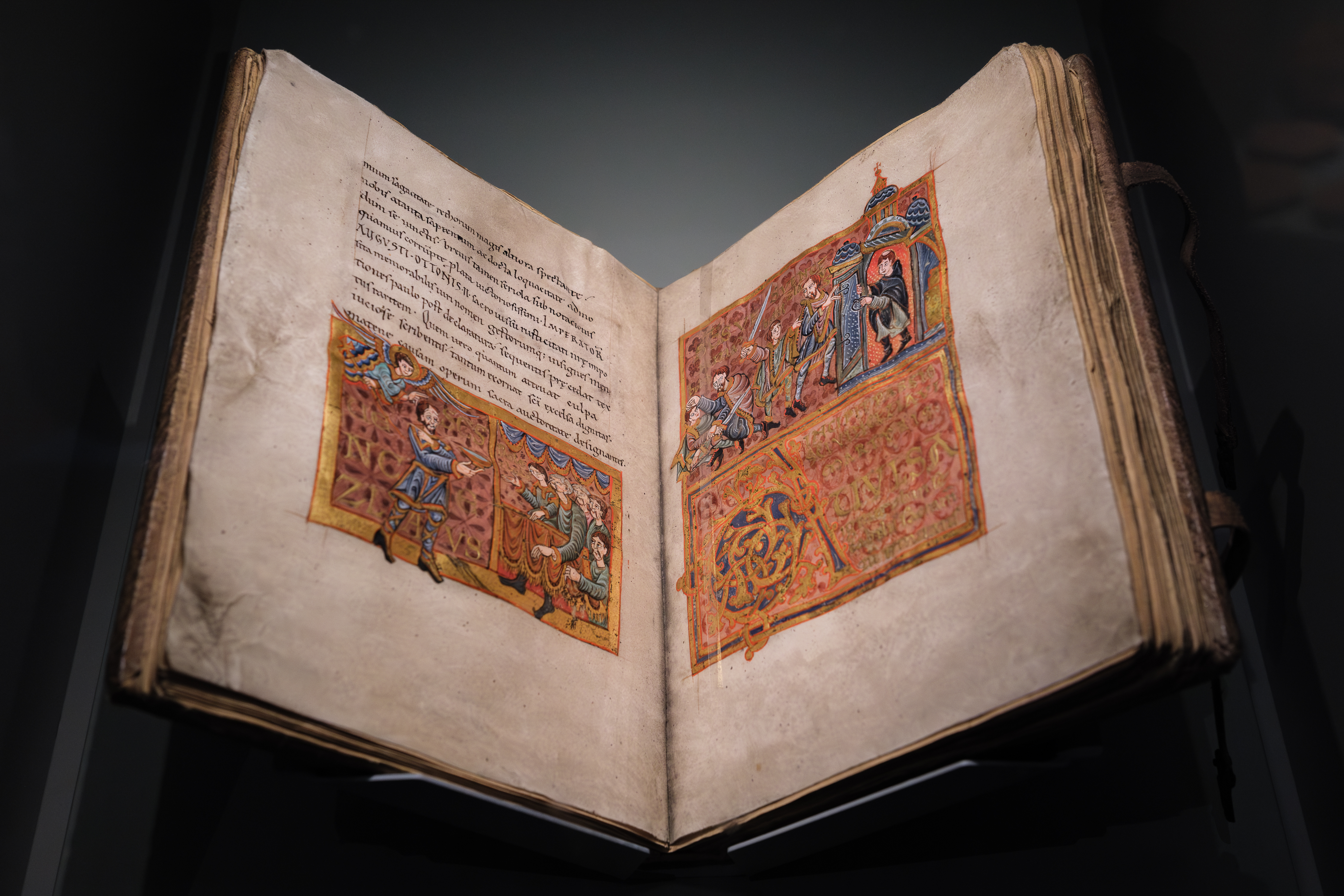
Faksimile Wolfenbüttelského kodexu v expozici Národního muzea
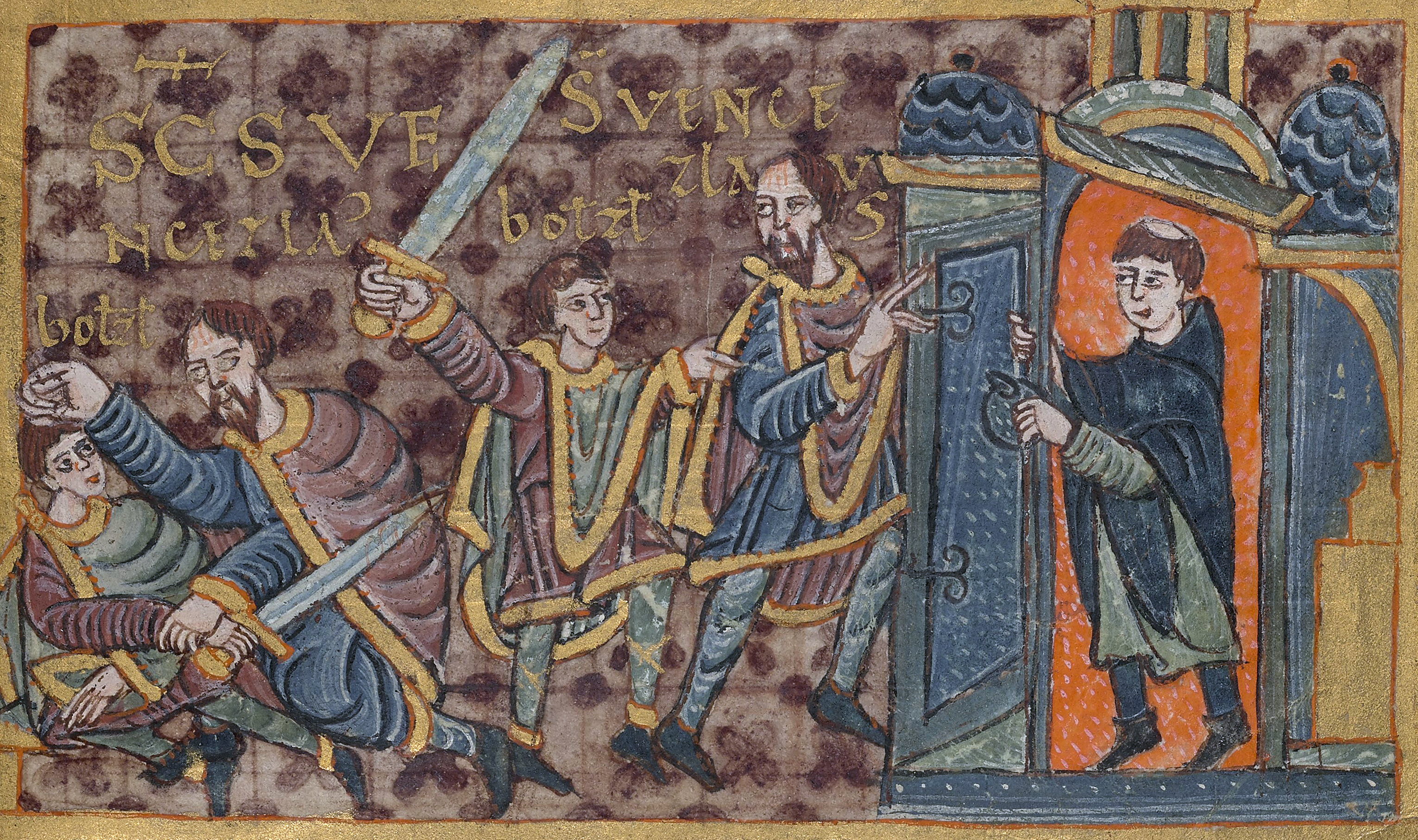
Václav se na zemi brání a utíká do kostela. Kněz (asi) před ním zavírá dveře, což popisuje (pouze) Kristiánova legenda. Detail iluminace z Wolfenbüttelského kodexu.